# Hoa hậu Thế giới 2023
Hoa hậu Thế giới 2024 là cuộc thi Hoa hậu Thế giới lần thứ 71 được tổ chức vào ngày 9 tháng 3 năm 2024 ở Trung tâm Hội nghị World Jio, Mumbai, Ấn Độ. Hoa hậu Thế giới 2022 - Karolina Bielawska đến từ Ba Lan đã trao lại vương miện cho người kế nhiệm, cô Krystyna Pyszková đến từ Cộng hòa Séc.

## Thông tin cuộc thi
- Mới đây, trong chuyến tham dự Diễn đàn Đầu tư và Phát triển bền vững tại London, ông Stephen Morley đã cho biết 3 quốc gia Ba Lan, Nhật Bản và Singapore đều đang mong muốn được đăng cai tổ chức kỳ Hoa hậu Thế giới lần thứ 71. Hiện tại, phía Hoa hậu Thế giới cũng đang cân nhắc lựa chọn giữa 3 quốc gia này.
- Vào ngày 13 tháng 2 năm 2023, Julia Morley, chủ tịch của Tổ chức Hoa hậu Thế giới, thông báo rằng cuộc thi sẽ diễn ra tại Các Tiểu Vương quốc Ả Rập Thống Nhất vào năm 2023. "Thông tin chi tiết sẽ được cập nhật", Morley nói thêm, đề cập đến ngày cuối cùng và địa điểm của cuộc thi.[1][2]
- Bốn tháng sau, tổ chức Hoa hậu Thế giới thông báo rằng lần đầu tiên kể từ năm 1996, Ấn Độ chính thức được chọn làm nơi diễn ra cuộc thi lần thứ 71, dự kiến vào ngày cuối cùng của năm 2023.[3] Tuy nhiên, cuộc thi đã tiếp tục hoãn lại cho đến tháng 3 năm 2024 do trùng lịch với cuộc bầu cử diễn ra ở Ấn Độ. Điều này được xác nhận bởi Hoa hậu Thế giới 2021 Karolina Bielawska.[4][5]
- Vào ngày 19 tháng 1 năm 2024, Tổ chức Hoa hậu Thế giới đưa ra thông báo đêm chung kết sẽ được tổ chức vào ngày 9 tháng 3 tại Trung tâm Hội nghị World Jio, Mumbai.[6][7] Các thí sinh sẽ đến Ấn Độ bắt đầu từ ngày 18 tháng 2.[8]

## Kết quả

### Thứ hạng
| Kết quả               | Thí sinh |
| --------------------- | --- |
| Hoa hậu Thế giới 2023 | - Cộng hòa Séc – Krystyna Pyszková |
| Á hậu 1               | - Liban – Yasmina Zaytoun ∆ |
| Á hậu 2               | - Trinidad và Tobago – Aché Abrahams |
| Á hậu 3               | - Botswana – Lesego Chombo ∆ |
| Top 8                 | - Brazil – Leticía Frota ★ - Anh – Jessica Ashley Gagen ∆ - Ấn Độ – Sini Shetty - Uganda – Hannah Tumukunde ★ |
| Top 12                | - Úc – Kristen Wright - Cộng hòa Dominica – María Victoria Bayo - Mauritius – Liza Tracy Gundowry - Tây Ban Nha – Paula Pérez |
| Top 40                | - Bỉ – Kedist Deltour - Belize – Elise - Gayonne Vernon - Cameroon – Julia Samantha Edima - Canada – Jaime VandenBerg - Croatia – Lucija Begić § - Pháp – Clémence Botino - Gibraltar – Faith Torres - Indonesia – Audrey Vanessa Susilo - Ý – Rebecca Arnone - Kenya – Chantou Kwamboka - Madagascar – Antsaly Rajoelina - Malaysia – Wenanita Angang - Martinique – Axelle René † - Nepal – Priyanka Rani Joshi ★ - New Zealand – Navjot Kaur - Nigeria – Ada Eme ∆ - Perú – Lucía Arellano - Puerto Rico – Elena Rivera - Somalia – Bahja Mohamoud - Nam Phi – Claude Mashego - Nam Sudan – Arek Abraham Albino - Tanzania – Halima Kopwe - Tunisia – Imen Mehrzi ‡ - Thổ Nhĩ Kỳ – Nursena Say - Ukraine – Sofia Shamia ★ - Việt Nam – Huỳnh Nguyễn Mai Phương $ - Wales – Darcey Corria - Zimbabwe – Nokutenda Marumbwa ∆ |

Ghi chú:
- § – Thí sinh tiến thẳng vào top 40 do chiến thắng giải thưởng Sports.
- ∆ – Thí sinh tiến thẳng vào top 40 do chiến thắng giải thưởng Head to Head Challenge.
- ‡ – Thí sinh tiến thẳng vào top 40 do chiến thắng giải thưởng Talent.
- † – Thí sinh tiến thẳng vào top 40 do chiến thắng giải thưởng Top Model.
- ★ – Thí sinh tiến thẳng vào top 40 do chiến thắng giải thưởng Beauty With a Purpose Châu Lục.
- $ – Thí sinh tiến thẳng vào top 40 do chiến thắng giải thưởng Multimedia Challenge.

### Các nữ hoàng sắc đẹp khu vực
| Khu vực        | Thí sinh                             |
| -------------- | ------------------------------------ |
| Châu Mỹ        | - Brazil – Leticía Frota             |
| Vùng Caribe    | - Trinidad và Tobago – Aché Abrahams |
| Châu Phi       | - Botswana – Lesego Chombo           |
| Châu Âu        | - Anh – Jessica Ashley Gagen         |
| Châu Á         | - Liban – Yasmina Zaytoun            |
| Châu Đại Dương | - Úc – Kristen Wright                |

### Thứ tự công bố
| 1. Brazil 2. Uganda 3. Ukraine 4. Nepal 5. Martinique 6. Croatia 7. Việt Nam 8. Botswana 9. Nigeria 10. Zimbabwe 11. Anh 12. Liban 13. Tunisia 14. Belize 15. Canada 16. Cộng hòa Dominica 17. Perú 18. Puerto Rico 19. Trinidad và Tobago 20. Cameroon 21. Kenya 22. Madagascar 23. Mauritius 24. Campuchia 25. Nam Phi 26. Nam Sudan 27. Tanzania 28. Bỉ 29. Cộng hòa Séc 30. Pháp 31. Gibraltar 32. Ý 33. Tây Ban Nha 34. Wales 35. Úc 36. Ấn Độ 37. Indonesia 38. Malaysia 39. New Zealand 40. Thổ Nhĩ Kỳ | 1. Brazil 2. Cộng hòa Dominica 3. Trinidad và Tobago 4. Botswana 5. Mauritius 6. Uganda 7. Cộng hòa Séc 8. Anh 9. Tây Ban Nha 10. Úc 11. Ấn Độ 12. Liban | 1. Brazil 2. Trinidad và Tobago 3. Botswana 4. Uganda 5. Cộng hòa Séc 6. Anh 7. Ấn Độ 8. Liban | 1. Trinidad và Tobago 2. Botswana 3. Cộng hòa Séc 4. Liban |

## Các phần thi

### Head to Head Challenge
Thí sinh chiến thắng phần thi Head to Head Challenge sẽ được tiến thẳng vào Top 40.
| Kết quả     | Kết quả                 | Thí sinh |
| ----------- | ----------------------- | --- |
| Chiến thắng | Chiến thắng             | - Botswana – Lesego Chombo - Anh – Jessica Ashley Gagen - Liban – Yasmina Zaytoun - Nigeria – Ada Eme - Zimbabwe – Nokutenda Marumbwa |
| Top 25      | Châu Mỹ & Vùng Caribe   | - Brazil – Letícia Frota - Puerto Rico – Elena Rivera - Trinidad và Tobago – Aché Abrahams - Hoa Kỳ – Victoria DiSorbo |
| Top 25      | Châu Phi                | - Kenya – Chantou Kwamboka - Madagascar – Antsaly Rajoelina - Nam Phi – Claude Mashego |
| Top 25      | Châu Âu                 | - Bỉ – Kedist Deltour - Ireland – Ivanna McMahon - Bắc Ireland – Kaitlyn Clarke - Tây Ban Nha – Paula Pérez - Wales – Darcey Corria |
| Top 25      | Châu Á & Châu Đại Dương | - Úc – Kristen Wright - Ấn Độ – Sini Shetty - Indonesia – Audrey Vanessa Susilo - Malaysia – Wenanita Angang - Nepal – Priyanka Rani Josh - Philippines – Gwendolyne Fourniol - Thái Lan – Tharina Botes - Việt Nam – Huỳnh Nguyễn Mai Phương |

### Sports
Thí sinh chiến thắng phần thi Sports sẽ được tiến thẳng vào Top 40.
| Kết quả     | Thí sinh                 |
| ----------- | ------------------------ |
| Chiến thắng | - Croatia – Lucija Begić |
| Giải nhì    | - Chile – Ambar Zenteno  |
| Giải ba     | - Peru – Lucía Arellano  |

| Nhóm (Top 32)                     | Thí sinh |
| --------------------------------- | --- |
| Nhóm Xanh dương (Châu Âu)         | - Croatia – Lucija Begić - Đan Mạch – Johanne Grundt Hansen - Anh – Jessica Ashley Gagen - Hy Lạp – Samantha Misovic - Hungary – Boglárka Hacsi - Slovakia – Sophia Hrivňáková - Thụy Điển – Stina Nordlander - Wales – Darcey Corria               |
| Nhóm Vàng (Châu Phi)              | - Botswana – Lesego Chombo - Ghana – Miriam Xorlasi Tordzeagbo - Kenya – Chantou Kwamboka - Madagascar – Antsaly Rajoelina - Maroc – Sonia Aït Mansour - Namibia – Leone Van Jaarsveld - Nam Phi – Claude Mashego - Nam Sudan – Arek Abraham Albino |
| Nhóm Xanh lá (Châu Mỹ)            | - Canada – Jaime VandenBerg - Chile – Ambar Zenteno - Guadeloupe – Marine Minos - Guatemala – Marcela Miỉanda - Nicaragua – Mariela Cerros - Panama – Kathleen Perez Coffre - Peru – Lucía Arellano - Uruguay – Tatiana Luna                        |
| Nhóm Đỏ (Châu Á & Châu Đại Dương) | - Úc – Kristen Wright - Nhật Bản – Kana Yamaguchi - Kazakhstan – Tomiris Kakimova - Hàn Quốc – Kim Li-jin - Mông Cổ – Bat-Erdene Bolor - Nepal – Priyanka Rani Joshi - New Zealand – Navjot Kaur - Philippines – Gwendolyne Fourniol                |

### Talent
Thí sinh chiến thắng phần thi Talent sẽ được tiến thẳng vào Top 40.
| Kết quả     | Thí sinh |
| ----------- | --- |
| Chiến thắng | - Tunisia – Imen Mehrzi |
| Á quân 1    | - Bắc Ireland – Kaitlyn Clarke |
| Á quân 2    | - Indonesia – Audrey Vanessa |
| Top 14      | - Botswana – Lesego Chombo - Estonia – Adriana Mass - Gibraltar – Faith Torres - Malta – Natalia Galea - Hungary – Boglárka Hacsi - Wales – Darcey Correa - Mông Cổ – Bolor Bat-Erdene - Ấn Độ – Sini Sherry - Bồ Đào Nha – Catarina Ferreira - Ireland – Ivanna McMahon - Hà Lan – Amber Koelewijn - Guatemala – Marcela Miranda |
| Top 23      | - Phần Lan – Adelaide Botty van den Bruele - Philippines – Gwendolyne Fourniol - Ba Lan – Krystyna Sokołowska - Puerto Rico – Elena Rivera - Romania – Ada-Maria Ileana - Nam Phi – Claude Mashego - Tây Ban Nha – Paula Pérez - Trinidad và Tobago – Aché Abrahams                                                               |

### Top Model
Thí sinh chiến thắng phần thi Top Model sẽ được tiến thẳng vào Top 40.
| Kết quả     | Thí sinh | Khu vực                 |
| ----------- | --- | ----------------------- |
| Chiến thắng | - Martinique – Axelle René                                                                                              | Châu Mỹ                 |
| Á quân      | - Thổ Nhĩ Kỳ – Nursena Say                                                                                              | Châu Á & Châu Đại Dương |
| Top 4       | - Botswana – Lesego Chombo                                                                                              | Châu Phi                |
| Top 4       | - Slovakia – Sophia Hrivňáková                                                                                          | Châu Âu                 |
| Top 20      | - Brazil – Leticía Frota - Canada – Jaime Vandenberg - Cộng hòa Dominica – María Victoria Bayo - Peru – Lucía Arellano  | Châu Mỹ                 |
| Top 20      | - Ghana – Miriam Xorlasi - Nigeria – Ada Eme - Nam Phi – Claude Mashego - Togo – Chimène Moladja                        | Châu Phi                |
| Top 20      | - Bỉ – Kedist Deltour - Cộng hòa Séc – Krystynà Pyszkôvá - Pháp – Clémence Botino - Scotland – Chelsie Allison          | Châu Âu                 |
| Top 20      | - Ấn Độ – Sini Shetty - Indonesia – Audrey Vanessa Susilo - Liban – Yasmina Zaytoun - Philippines – Gwendolyne Fourniol | Châu Á & Châu Đại Dương |

### World Best Designer
| Kết quả     | Thí sinh                           | Khu vực               |
| ----------- | ---------------------------------- | --------------------- |
| Chiến thắng | - Hoa Kỳ – Victoria DiSorb         | Châu Mỹ & Vùng Caribe |
| Chiến thắng | - Ấn Độ – Sini Shetty              | Châu Á                |
| Chiến thắng | - Ethiopia – Rgat Afewerki Ybrah   | Châu Phi              |
| Chiến thắng | - Cộng hòa Séc – Krystynà Pyszkôvá | Châu Âu               |

### Beauty With a Purpose
Top 4 thí sinh chiến thắng giải châu lục phần thi Beauty With a Purpose sẽ được tiến thẳng vào Top 40.
| Kết quả     | Thí sinh |
| ----------- | --- |
| Chiến thắng | - Brazil – Leticía Frota |
| Top 4       | - Nepal – Priyanka Rani Joshi - Uganda – Hannah Tumukunde - Ukraine – Sofia Shamia |
| Top 10      | - Botswana – Lesego Chombo - Cộng hòa Séc – Krystynà Pyszkôvá - Indonesia – Audrey Vanessa Susilo - Tanzania – Halima Kopwe - Trinidad và Tobago – Aché Abrahams - Thổ Nhĩ Kỳ – Nursena Say |

## Các giải thưởng đặc biệt
| Giải thưởng            | Thí sinh                             |
| ---------------------- | ------------------------------------ |
| Head to Head Challenge | - Botswana – Palesa Molefe           |
| Head to Head Challenge | - Anh – Jessica Gagen                |
| Head to Head Challenge | - Liban – Yasmina Zaytoun            |
| Head to Head Challenge | - Nigeria – Ada Eme                  |
| Head to Head Challenge | - Zimbabwe – Nokutenda Marumbwa      |
| Sports                 | - Croatia – Lucija Begić             |
| Talent                 | - Tunisia – Imen Mehrzi              |
| Top Model              | - Martinique – Axelle René           |
| Beauty With A Purpose  | - Brazil – Leticía Frota             |
| Multimedia Challenge   | - Việt Nam – Huỳnh Nguyễn Mai Phương |

## Thí sinh tham gia
Cuộc thi có tổng cộng 112 thí sinh tham gia:
| Quốc gia/Vùng lãnh thổ | Thí sinh                      | Tuổi | Quê quán            |
| ---------------------- | ----------------------------- | ---- | ------------------- |
| Angola                 | Florinda José                 | 21   | Luanda              |
| Argentina              | Mariela Fuchs                 | 22   | Misiones            |
| Úc                     | Kristen Wright                | 24   | Melbourne           |
| Bangladesh             | Shammi Islam Nila             | 21   | Dhaka               |
| Bỉ                     | Kedist Deltour                | 26   | Nazareth            |
| Belize                 | Elise - Gayonne Vernon        | 21   | Biscayne            |
| Bolivia                | Fernanda Rivero               | 20   | Santa Cruz          |
| Bosnia và Herzegovina  | Anđela Gajić                  | 18   | Banja Luka          |
| Botswana               | Lesego Chombo                 | 22   | Gaborone            |
| Brazil                 | Letícia Frota                 | 20   | Manaus              |
| Bulgaria               | Ivana Subeva                  | 16   | Sofia               |
| Campuchia              | Teng Sreypich                 | 19   | Saophoan            |
| Cameroon               | Julia Samantha Edima          | 28   | Ebolowa             |
| Canada                 | Jaime VandenBerg              | 27   | Lethbridge          |
| Quần đảo Cayman        | Leanni Tibbetts               | 27   | George Town         |
| Chile                  | Ambar Zenteno                 | 28   | Santiago            |
| Trung Quốc             | Ke Xu Xin                     | 20   | Hắc Long Giang      |
| Colombia               | Camila Pinzón                 | 28   | Duitama             |
| Costa Rica             | Krisly Salas                  | 24   | Alajuela            |
| Bờ Biển Ngà            | Mylene Djihony                | 23   | Aboisso             |
| Croatia                | Lucija Begić                  | 23   | Zagreb              |
| Curaçao                | Nashaira Balentien            | 26   | Willemstad          |
| Cộng hòa Séc           | Krystyna Pyszková             | 23   | Třinec              |
| Đan Mạch               | Johanne Grundt Hansen         | 22   | Næstved             |
| Cộng hòa Dominica      | María Victoria Bayo           | 23   | Santo Domingo       |
| Ecuador                | Annie Zámbrano                | 23   | Salinas             |
| El Salvador            | Andrea Aguilar                | 20   | San Salvador        |
| Anh                    | Jessica Ashley Gagen          | 28   | Skelmersdale        |
| Estonia                | Adriana Mass                  | 21   | Pärnu               |
| Ethiopia               | Rgat Afewerki Ybrah           | 23   | Addis Ababa         |
| Phần Lan               | Adelaide Botty van den Bruele | 27   | Sonkajärvi          |
| Pháp                   | Clémence Botino               | 26   | Baie-Mahault        |
| Đức                    | Aleksandra Modić              | 24   | Wetzlar             |
| Ghana                  | Miriam Xorlasi Tordzeagbo     | 23   | Battor              |
| Gibraltar              | Faith Torres                  | 22   | Gibraltar           |
| Hy Lạp                 | Samantha Misovic              | 19   | Chania              |
| Guadeloupe             | Marine Minos                  | 25   | Basse-Terre         |
| Guatemala              | Marcela Miỉanda               | 20   | Thành phố Guatemala |
| Guinea                 | Bamba Makia                   | 25   | Conakry             |
| Guinea-Bissau          | Mirla Ferreira Dabó           | 26   | Bissau              |
| Guyana                 | Andrea King                   | 26   | Georgetown          |
| Haiti                  | Valierie Alcide               | 28   | Pétion-Ville        |
| Honduras               | Yelsin Almendarez             | 23   | Danli               |
| Hungary                | Boglárka Hacsi                | 23   | Miskolc             |
| Ấn Độ                  | Sini Shetty                   | 22   | Udupi               |
| Indonesia              | Audrey Vanessa Susilo         | 24   | Manado              |
| Iraq                   | Balsam Hussein                | 27   | Baghdad             |
| Ireland                | Ivanna McMahon                | 28   | Barefield           |
| Ý                      | Rebecca Arnone                | 21   | Turin               |
| Jamaica                | Shanique Singh                | 26   | Kingston            |
| Nhật Bản               | Kana Yamaguchi                | 25   | Toyama              |
| Kazakhstan             | Tomiris Kakimova              | 25   | Astana              |
| Kenya                  | Chantou Kwamboka              | 24   | Kisumu              |
| Hàn Quốc               | Kim Li-jin                    | 23   | Incheon             |
| Liban                  | Yasmina Zaytoun               | 21   | Kfarchouba          |
| Lesotho                | Poelano Mothisi               | 23   | Maseru              |
| Liberia                | Veralyn Vonleh                | 20   | Monrovia            |
| Ma Cao                 | Li Mengli                     | 25   | Macau               |
| Madagascar             | Antsaly Rajoelina             | 23   | Analamanga          |
| Malaysia               | Wenanita Angang               | 27   | Kota Kinabalu       |
| Malta                  | Natalia Galea                 | 24   | Valletta            |
| Martinique             | Axelle René                   | 22   | Le Robert           |
| Mauritius              | Liza Tracy Gundowry           | 25   | Port Louis          |
| Mexico                 | Alejandra Díaz de León        | 25   | San Luis Potosí     |
| Moldova                | Diana Spotarenko              | 20   | Gagauzia            |
| Mông Cổ                | Bat-Erdene Bolor              | 24   | Ulaanbaatar         |
| Montenegro             | Anđela Vukadinovic            | 22   | Kotor               |
| Maroc                  | Sonia Aït Mansour             | 27   | Marrakech           |
| Myanmar                | Yoon Theint Theint Nway       | 19   | Pindaya             |
| Namibia                | Leone Van Jaarsveld           | 27   | Swakopmund          |
| Nepal                  | Priyanka Rani Joshi           | 25   | Kathmandu           |
| Hà Lan                 | Amber Koelewijn               | 18   | Bunschoten          |
| New Zealand            | Navjot Kaur                   | 27   | Auckland            |
| Nicaragua              | Mariela Cerros                | 25   | Ocotal              |
| Nigeria                | Ada Eme                       | 24   | Abiriba             |
| Bắc Ireland            | Kaitlyn Clarke                | 27   | Belfast             |
| Na Uy                  | Andrea Farias                 | 20   | Kristiansand        |
| Panama                 | Kathleen Perez Coffre         | 24   | Changuinola         |
| Paraguay               | Dahiana Gatzke                | 20   | Encarnación         |
| Peru                   | Lucía Arellano                | 23   | Ucayali             |
| Philippines            | Gwendolyne Fourniol           | 23   | Himamaylan          |
| Ba Lan                 | Krystyna Sokołowska           | 25   | Białystok           |
| Bồ Đào Nha             | Catarina Ferreira             | 25   | Lisbon              |
| Puerto Rico            | Elena Rivera                  | 19   | Toa Baja            |
| Romania                | Ada-Maria Ileana              | 26   | Bucharest           |
| Scotland               | Chelsie Allison               | 26   | Inverness           |
| Senegal                | Fatou L'eau                   | 21   | Dakar               |
| Serbia                 | Anja Radić                    | 20   | Belgrade            |
| Sierra Leone           | Daisy Princess Mujeh Abdulai  | 22   | Freetown            |
| Singapore              | Oh Wei Qi                     | 24   | Singapore           |
| Slovakia               | Sophia Hrivňáková             | 22   | Banská Štiavnica    |
| Slovenia               | Vida Milivojša                | 24   | Ljubljana           |
| Somalia                | Bahja Mohamoud                | 22   | Beledweyne          |
| Nam Phi                | Claude Mashego                | 24   | Bushbuckridge       |
| Nam Sudan              | Arek Abraham Albino           | 21   | Juba                |
| Tây Ban Nha            | Paula Pérez                   | 27   | Castellón           |
| Sri Lanka              | Kavindi Nethmini              | 27   | Colombo             |
| Thụy Điển              | Stina Nordlander              | 26   | Kramfors            |
| Tanzania               | Halima Kopwe                  | 23   | Mtwara              |
| Thái Lan               | Tharina Botes                 | 27   | Phuket              |
| Togo                   | Chimène Moladja               | 24   | Lomé                |
| Trinidad và Tobago     | Aché Abrahams                 | 24   | Santa Cruz          |
| Tunisia                | Imen Mehrzi                   | 28   | Tunis               |
| Thổ Nhĩ Kỳ             | Nursena Say                   | 25   | Istanbul            |
| Uganda                 | Hannah Tumukunde              | 20   | Nakaseke            |
| Ukraine                | Sofia Shamia                  | 18   | Kiev                |
| Hoa Kỳ                 | Victoria DiSorbo              | 25   | Pembroke Pines      |
| Uruguay                | Tatiana Luna                  | 23   | Montevideo          |
| Venezuela              | Ariagny Daboin                | 26   | Maracay             |
| Việt Nam               | Huỳnh Nguyễn Mai Phương       | 25   | Đồng Nai            |
| Wales                  | Darcey Corria                 | 21   | Barry               |
| Zimbabwe               | Nokutenda Marumbwa            | 20   | Bulawayo            |

## Chú ý

### Lần đầu tham gia
- Togo

### Trở lại
| - Lần cuối tham gia vào năm 1968: - Maroc - Lần cuối tham gia vào năm 2017: - Liberia - Romania - Lần cuối tham gia vào năm 2018: - Đức - Liban - Lesotho - Martinique - Zimbabwe | - Lần cuối tham gia vào năm 2019: \| - - Úc - Bangladesh - Croatia - Đan Mạch - Ethiopia - Hy Lạp - Guatemala - Guyana \| - - Kazakhstan - Montenegro - Myanmar - New Zealand - Sierra Leone - Nam Sudan - Thái Lan \| |
| - - Úc - Bangladesh - Croatia - Đan Mạch - Ethiopia - Hy Lạp - Guatemala - Guyana                                                                                                 | - - Kazakhstan - Montenegro - Myanmar - New Zealand - Sierra Leone - Nam Sudan - Thái Lan |

### Bỏ cuộc
| - Albania - Armenia - Bahamas - Guinea Xích Đạo - Iceland | - Luxembourg - Rwanda - Saint Lucia - Sint Maarten |